# 10대 닥터
10대 닥터(Tenth Doctor, 열 번째 닥터)는 BBC의 텔레비전 공상과학 드라마 《닥터 후》의 주인공인 닥터의 모습 중 하나이다. 시즌 2~4에서 데이비드 테넌트가 역을 맡았으며, 동행자로는 로즈 타일러, 마사 존스, 도나 노블, 잭 하크니스, 미키 스미스, 재키 타일러, 사라 제인 스미스 등이 있다.
드라마 내에서 닥터는 타임로드라 불리는 외계인 종족의 일원이며, 타디스라 불리는 타임 머신을 타고 모험을 한다. 닥터가 치명상을 입으면 재생성을 하여 외모와 성격이 다른 새로운 사람으로 변할 수 있다.

## 묘사

### 성격
10대 닥터의 억양은 런던 근교 동네 방언인 에스추리 영어이다. 배우 데이비드 테넌트는 스코틀랜드 출신으로 스코틀랜드 영어를 쓰지만 작중에서는 쓰지 않는다. 또 9대 닥터의 랭커셔 방언 (배우 에클스턴의 억양)이나, 이전 닥터들이 쓰던 용인 발음도 사용하지 않는다. 이는 프로듀서 러셀 T 데이비스가 직접 테넌트에게 스코틀랜드 억양은 쓰지 말아달라고 주문했기 때문이라고 한다. 2006년 SFX 지와의 인터뷰에서 테넌트는 러셀이 "완전 다른 지역 억양이라면 이미 한차례 해봤으므로 그러지 않았으면 좋겠다"는 생각을 했다고 밝혔다. 같은 해 12월 23일 BBC 라디오 1과의 인터뷰에서 테넌트는, 닥터가 새롭게 재생성하면서 곁에 있던 로즈 타일러의 억양이 '병아리가 알을 깨고 나오듯' 각인되었음을 밝히는 대사가 크리스마스 특집 에피소드에 있었으나, 최종적으로는 삭제되었다고 설명했다.
10대 닥터의 성격은 그 다음 생애인 11대 닥터와 유사점이 있는 것으로 소개된다. 두 닥터 모두 젊고, 활기차고, 친근하며, 유치하면서도, "좋은 남친 같은 닥터" (good boyfriend doctor)라는 것이 스티븐 모팻의 설명이다. 또한 마크 게이티스도 지난 닥터와 비교해 봤을 때 "몹시 인간적인 닥터"라는 평가를 내린 바 있다.

### 외모
작중 10대 닥터는 자신이 왜 "빨강머리" (ginger)가 아니냐며 불평한다. 하지만 9대 닥터에 비해 머리숱도 더 많고 구레나룻도 생긴 것에 만족해한다. 헤어스타일의 경우 재생성 시점부터 얻은 갈색 머리에, 여러 가지 스타일을 보이기도 하는데, "The Christmas Invasion"에선 엉성한 머리로, "The Idiot's Lantern"에선 50년대식 앞머리 올림으로, "The Runaway Bride"와 "The Day of the Doctor"에서는 내림머리로 등장한다. 이들을 제외한 거의 대부분 에피소드에서는 스파이크로 머리를 세운 머리를 하고 다닌다. 이에 대해 시즌 4의 친구이자 일회성 동행자로 등장하는 윌프레드 모트는 닥터의 헤어스타일을 두고 "최신 머리 모양, 늘 무스 발라 올려 다닌다" (modern style sort of hair. All sticky-uppy)라고 묘사하기도 한다. 눈동자는 진한 갈색이다. 10대 닥터의 동행자들과 후대 닥터들은 그의 모습을 두고 "날씬하면서도 '여우' 같다" (slim and a little bit foxy)고 여긴다.
10대 닥터의 의상은 2005년 7월 27일에 처음 공개되었다. 단추 4개 달린 진갈색 정장 (또는 푸른색 정장), 와이셔츠와 넥타이 (또는 와이셔츠에 티셔츠), 밝은 갈색 포스웨이드 더스터 코트, 마지막으로 정장색에 맞춰 그때마다 색상이 다른 컨버스 올스타 운동화다. 10대 닥터의 의상에 대해 데이비드 테넌트와 러셀 T 데이비스는 영국 ITV의 토크쇼 《파킨슨》에 출연해 그 비화를 밝힌 적이 있는데, 테넌트가 차기 닥터 역으로 섭외되고 얼마 되지 않아 바로 그 토크쇼에 출연한 제이미 올리버의 차림새에서 10대 닥터의 의상에 대한 아이디어를 얻게 되었다고 밝혔다. 데이비드 테넌트는 10대 닥터가 정장의 단추를 꿰는 방식도 매 에피소드마다 다를 것이라는 사실도 밝혔으며, 한편으로 10대 닥터의 의상이 다소 'geek chic하다' (막 집어 입었다)는 생각도 밝혔다.
10대 닥터는 검은 귀갑테 안경을 쓰는데, 이는 운동화를 신는 것과 더불어 5대 닥터의 스타일을 연상케 한다. 또 한번은 적청 3D 안경을 쓴 적이 있는데 반은 장난 삼아, 반은 작중 현실적인 이유로 착용한 것이다. 10대 닥터가 3D 안경을 쓴 것은 딱 한 에피소드에서만 등장했지만, 10대 닥터를 상징하는 차림새 중 하나로 널리 인식되고 있다. 한편으로 10대 닥터의 의상 자체도 상당히 인기를 끌어 수많은 상품이 판매되었는데, 애비샷에서는 BBC의 라이선스를 받아 10대 닥터의 코트를 판매하기도 하였으며 데이비드 테넌트의 코믹 릴리프 출연 당시 입은 적백 정장마저 상품화되기도 했다. 이에 해당 의상 디자인을 맡은 루이즈 페이지는 《닥터 후》에서 일하면서 보낸 시간을 통틀어 10대 닥터의 의상이 가장 자랑스럽다는 소감을 남겼다.

## 행적

### 텔레비전

#### 시즌 2 (2006년)
2005년 뉴 시즌 1 마지막화 "The Parting of the Ways"의 막바지에서 9대 닥터 (크리스토퍼 에클스턴)이 재생성하여 10대 닥터가 되면서 처음 등장한다. 칠드런 인 니드 특집 "Born Again"에서 곁에 있던 동행자 로즈 타일러 (빌리 파이퍼)에게 자신이 이전의 그 닥터라고 설득한다. 이어지는 2005년 크리스마스 스페셜 "The Christmas Invasion"에서는 재생성의 영향으로 혼수상태에 빠진다. 마침내 다시 깨어난 후에는 외계종족 시코락스 대장과 맞서 싸운 끝에 지구를 지켜낸다. 결투 과정에서 한쪽 손이 잘리지만 재생성의 기운이 아직 남아 있었기 때문에 손이 다시 자라난다.
2006년 시즌 2에서 본격적으로 로즈와 다시 시간 여행을 떠난 10대 닥터는 "Tooth and Claw"에서 빅토리아 여왕 (폴린 콜린스)을 늑대인간으로부터 구해내며, 그 결과 자신도 모르게 외계세력 대항 기관 토치우드의 탄생에 일조한다. "School Reunion"에서 닥터는 오랜 옛날의 동행자이자 기자 출신의 사라 제인 스미스 (엘리자베스 슬레이든)과 로봇개 K9 (성우 존 리슨)과 재화하고, 로즈의 남자친구 미키 (노엘 클라크)를 또다른 시간여행 동행자로 맞이한다. 이후 "Rise of the Cybermen"에서는 타디스가 시간 소용돌이의 틈새로 빠지면서 평행세계 지구에 불시착하는데, 그곳에서 사이버맨의 탄생을 마주한다. "The Age of Steel"에서 평행세계 지구를 구한 뒤, 미키는 그곳에 남아 그 세계에 남아있는 사이버맨의 퇴치에 일조하기로 마음먹고, 닥터는 한번 평행세계에 남는다면 다시는 돌아올 수 없다고 경고하지만 끝내 미키는 평행세계에 남는다.
다시 여행을 떠난 닥터와 로즈는 "The Impossible Planet"에서 블랙홀 주변을 공전하는 미스터리한 행성에 잘못 내리는데, 행성의 야수가 기지 사람들을 하나둘씩 위협하고 있었다. "The Satan Pit"에서 마침내 닥터와 대적하게 된 야수는 로즈의 죽음이 닥쳐올 거라는 기분나쁜 예언을 내린다. "Fear Her"에서 2012년 런던 올림픽 현장에서 닥터는 올림픽 성화를 집어들고 성화대에 불을 붙이며 대회의 개막을 알린다. 시즌 피날레에서 다시 지금의 런던으로 돌아온 닥터와 로즈는 토치우드의 뜻하지 않은 개입으로 악의 종족 달렉과 평행우주에서 건너온 사이버맨의 전쟁을 목도하게 된다. 마지막화 "Doomsday"에서는 달렉을 시공의 빈틈에 몰아넣는 과정에서 닥터는 로즈를 지키지 못하고, 로즈는 영원히 닥터 곁을 떠나 평행세계에서 엄마, 리키와 함께 살게 된다.

#### 시즌 3 (2007년)
시즌 2 마지막화 "Doomsday"의 마지막 장면에서 신부 옷차림의 도나 노블 (캐서린 테이트)가 난데없이 타디스 안에 나타난다. 닥터는 도나를 결혼식장에 데려다 주는 과정에서 지구에 다시 한번 위기가 닥쳤음을 알게 된다. 도나는 외계인 라크너스에게 복수하려는 닥터를 설득해 목숨을 구한다. 닥터는 고마움의 표시로 도나에게 동행자가 되어달라고 권하지만 도나는 거절하는 대신, 닥터 스스로를 견제하려면 곁에 새로운 누군가가 필요하겠다는 조언을 해준다.
2007년 시즌 3에서 닥터는 마사 존스 (프리마 아저먼)을 새 동행자로 삼는다. "Gridlock"에서 50억년 뒤 뉴뉴욕의 봉쇄되어 있던 지하고속도로를 해방시킨 닥터는, 신비로운 보의 얼굴 (스트런 로저)를 만나 "그대는 혼자가 아니다" (You are not alnoe)라는 오래된 비밀을 전해듣는다. "Human Nature"에서는 자신을 추적하는 피의 가족들을 따돌기 위해 타임로드의 유전자를 카멜레온 워치에 저장, 잠시 '존 스미스'라는 이름의 인간이 되어 19세기의 잉글랜드에서 교사로 살아간다. "The Family of Blood"에서는 조앤 레드펀과의 짧은 사랑을 마다하고, 자신을 보살피던 마사의 설득 끝에 다시 닥터로 되돌아와 피의 가족들을 물리친다. 이후 두 사람은 "Utopia"에서 닥터의 옛 동행자 잭 하크니스 (존 버로우만)과 다시 만나 동행한다.
우주의 종말이 닥쳐오던 시점에서 인류를 구하려던 야나 교수가 사실은 유전자를 카멜레온 워치에 숨긴 타임로드였고, 그 정체는 닥터의 오랜 적이자 친구였던 마스터 (존 심)이었음이 드러난다. "The Sound of Drums"에서 지구로 건너가 영국 총리가 된 마스터는 닥터를 사로잡아 최대한 늙어버리게 만든다. 마스터가 지구를 장악해 우주정복을 준비하는 사이, 혼자 빠져나온 마사는 1년 동안 전 지구를 돌면서 닥터를 생각해 달라는 메시지를 뿌린다. "Last of the Time Lords"에서 모든 사람들이 닥터의 이름을 머릿속에 떠올리는 순간 닥터가 힘을 되찾아 마스터를 굴복시킨다. 마스터가 블랙홀 생성기로 전세계를 파괴하겠다는 협박에 닥터가 멈칫하는 사이, 그의 아내가 마스터를 총으로 쏜다. 마스터는 재생성을 거부하며 닥터의 품속에서 사망한다. 에피소드 마지막에는 잭과 마사 모두 닥터 곁을 떠난다.
시즌 3 피날레에서 직접적으로 이어지는 시점의 칠드런 인 니드 특집 에피소드 "Time Crash"에서는 5대 닥터 (피터 데이비슨)의 타디스와 겹쳐 잠시 동안 재회하고, 젊었을 적의 모습을 마음에 들어한다. 5대 닥터를 떠나보내고서는 타디스 안으로 갑자기 타이타닉호의 선두가 꽂혀 들어오는 모습을 보고 깜짝 놀라는 것으로 끝난다. 한편 시즌 3과 더불어 제작된 애니메이션 시리즈 "The Infinite Quest"에서도 10대 닥터가 등장해 활약한다.

#### 시즌 4 (2008년)
2007년 크리스마스 스페셜 "Voyage of the Damned"에서 지구 관광 우주선 '타이타닉호'에 오르게 된 닥터는 손님 접객 일을 하던 애스트리드 페스 (카일리 미노그)를 만난다. 사측의 주가조작 음므로 지구를 향해 충돌하는 타이타닉호를 구해내는 과정에서 애스트리드는 안타깝게 사망하고 만다. 한편 같은 에피소드에서 도나 노블의 할아버지인 윌프레드 모트 (버나드 크리빈스)를 처음으로 만난다.
2008년 방영된 시즌 4의 첫번째 에피소드 "Partners in Crime"에서는 닥터를 잊지 못하던 도나 노블을 다시 만나 동행자로 삼는다. "The Fires of Pompeii"에서는 화산폭발 직전의 폼페이에서 역사 속의 사건을 거스르지 않으려다가 도나의 간청으로 로마 일가족을 구원한다. "Planet of the Ood"에서는 우드 종족의 행성으로 건너가 그들을 해방시키기에 이른다. 2부작 에피소드 "The Sontaran Stratagem"과 "The Poison Sky"에서는 UNIT 소속으로 활동 중이던 마사 존스의 연락을 받고, 오랜 적이자 전쟁광 종족인 손타란의 지구 침공을 막아낸다. 마사 존스는 다음 편에서도 닥터와 갑작스럽게 동행하게 된다. "The Doctor's Daughter"에서 먼 미래의 행성으로 건너간 닥터는 뜻하지 않게 자신의 유전자로 복제된 제니 (조지아 테넌트)를 만나 아버지가 되었으나, 행성에 정착하려는 두 종족간의 분쟁을 종결하는 과정에서 딸의 죽음을 맞이한다.
이어지는 2부작 에피소드 "Silence in the Library" / "Forest of the Dead"에서 도서관 행성을 찾은 닥터는 미래의 자신을 만난 의문의 고고학자 리버 송 (앨릭스 킹스턴)을 처음으로 만나지만, 도서관 속 시뮬레이션 세상에 구조된 사람들을 구하는 과정에서 리버 송이 대신 희생한다. 하지만 리버 송의 저장된 의식을 도서관 서버에 연결해 영구히 보존될 수 있게 만드는 동시에, 나중에 리버 송을 다시 만나게 될 것임을 예고한다. "Turn Left"에서 도나가 닥터를 만나지 않은 평행세계 속에 빠졌다가 다시 빠져나오기 전, 로즈 타일러를 만나 '배드 울프'라는 말을 전했다는 이야기를 들은 닥터는, 이것이 세상의 종말을 뜻한다는 사실을 알아차린다.
마지막화 "The Stolen Earth" / "Journey's End"에서 지구를 비롯한 우주의 별들이 어디론가 사라지는 현상을 막아나선 닥터는 옛 동행자인 로즈 타일러, 사라 제인, 마사 존스, 캡틴 잭, 미키 스미스를 다시 만나고 마침내 달렉의 창조주 다브로스 (줄리언 블리치)와 다시 대적한다. 이 과정에서 달렉의 공격을 맞은 10대 닥터는 재생성에 들어가지만, 캡틴 잭이 갖고 있던 자신의 오른손에 재생성 에너지를 쏟아넣으면서 모습이 바뀌지는 않게 된다. 한편으로 그 오른손이 전체 신체를 재구성하여 반인간 닥터로 성장한다. 달렉들을 물리치고 지구를 원 위치로 돌려놓은 닥터는 반인간 닥터와 영원히 살게 된 로즈를 비롯, 모든 동행자들과 헤어진다. 재생성 에너지를 건드려 타임로드의 기질을 지니게 되었으나, 인간의 몸으로는 감당할 수 없게 되어버린 도나를 지키기 위해, 자신과 그간의 모험에 관한 모든 기억을 지우고, 기억이 재발하는 것을 막기 위해 도나 앞에 결코 나타나지 않기로 하는 것으로 시즌이 마무리된다. 같은해 연말 방송된 닥터 후 프롬 행사에서는 "Music of the Spheres"라는 미니에피소드가 제작되었는데, 닥터가 콘서트장에 나타나 자신이 작곡한 악보를 공연하다가 소형 외계인 그래스크 (지미 비)가 난입해 소동을 벌인다는 이야기이다.

#### 2008년~2010년 스페셜
2009년에는 정규 시즌이 방영되지 않고 일련의 스페셜 에피소드만 방송되었다. 이 스페셜 시즌의 시작을 알렸던 2008년 크리스마스부터 2010년 신년 특집에 이르기까지 10대 닥터의 마지막 활약이 담긴 방영분을 '2008년~2010년 스페셜'이라 부른다. 이 시기에 10대 닥터는 정기 동행자 없이 혼자서 여행한다.
2008년 크리스마스 스페셜 "The Next Doctor"에서는 빅토리아 시대 런던의 크리스마스날로 향했다가, 닥터로 불리며 사건을 해결하려는 남자를 보고 미래의 자신을 만났다고 착각한다. 알고보니 이 남자는 평범한 런던 시민 (데이비드 모리시)으로 사이버맨이 수집한 닥터 관련 데이터를 잘못 흡수하여 본인이 닥터라 생각하고 활동하고 있었다. 두 닥터는 힘을 합쳐 빅토리아 런던의 사이버맨을 물리치는 데 성공한다.
2009년 부활절 특집으로 방송된 "Planet of the Dead"에서는 보석도둑 크리스티나 드 수자 (미셸 라이언)을 만나 1회성 동행자로 삼는다. 죽음의 사막 행성으로 건너간 런던 버스를 다시 원래대로 되돌려 놓은 닥터는, 버스의 승객이자 예지능력이 있던 한 부인으로부터 죽음이 임박해 왔고 '그가 노크를 네 번 할 것이다'라는 경고를 듣는다. 이 에피소드 다음으로 방영된 《사라 제인 어드벤처》 에피소드 "The Wedding of Sarah Jane Smith"에 등장한 10대 닥터는 트릭스터 (폴 마크 데이비스)라는 강력한 존재로부터 죽음이 임박해 왔다는 사실을 다시 한번 듣게 된다.
가을 특집으로 방송된 "The Waters of Mars"에서는 화성 기지에 나타난 전염성 외계종족을 피하려다 벌어진 대폭발 사건에 우연히 끼어들게 된다. 운명의 시간이 다가오던 그때, 역사의 기록을 거스르고 기지 탐사대장인 애들레이드 브루크 (린지 덩컨)와 다른 두 대원을 살리기로 마음먹는다. 그러나 시간을 거스를 수는 없다 생각한 애들레이드가 자살을 택하고 결국 원래 역사대로 흘러가게 되자, 닥터는 정말로 자신의 운명이 목전에 다가왔음을 뼈저리게 느낀다. 이 시기에 함께 방송된 애니메이션 특집 "Dreamland"에서는 1950년대 미국 뉴멕시코주 로즈웰로 건너가 두 동행자와 함께 사건 해결에 나선다.
2009년 크리스마스와 2010년 신년 특집으로 나눠 방송된 2부작 최총화 "The End of Time"에서 닥터는 우드 장로로부터 마스터가 깨어났다는 예언을 듣고 현대의 지구로 향한다. 마스터는 갈리프레이를 지구로 불러들이기에 이르고 그 속에 갇혀 있던 타임로드도 다시 재림한다. 마지막 순간, 마스터는 자신이 타임로드의 수장 라실론 (티모시 달튼)에게 평생 이용당해 왔다는 사실을 깨닫고 그들을 원래대로 되돌려 보냄으로서 닥터는 살아남는다. 그러나 닥터와의 여정에 함께했던 윌프레드 모트가 방사선이 터지기 일보 직전의 기계상자 안에 들어가 갇혀 버린다. 윌프레드가 두드리는 네 번의 노크 소리를 들은 10대 닥터는 그것이 자신에게 내려진 죽음의 운명임을 직감하고, 윌프레드를 풀어주는 동시에 치사량의 방사선을 맞는다.
재생성의 시작과 함께 10대 닥터는 그간 만났던 여러 동행자들을 다시 만나 조용히 작별인사를 건넨다.[a] 도나 노블에게는 결혼식 날 도나 엄마와 할아버지 윌프레드에게 당첨번호가 적힌 로또를 건네는데, 세상을 떠난 도나의 아빠로부터 돈을 빌려 샀다고 밝힌다. 마사와 미키를 찾아갔을 때에는 손타란 저격수로부터 저격당할 위기에서 구해주고, 사라 제인을 만났을 때에는 차에 치일 뻔한 양아들 루크 (토미 나이트)를 구해주는가 하면, 캡틴 잭을 찾아갔을 때에는 남자친구 (러셀 토비)를 소개시켜 준다. 그리고 마지막으로 2005년 새해를 맞이한 로즈를 찾아가 '올해는 정말 멋진 해가 될 것이라'는 말을 전한다. 모든 이들과 인사를 나눈 10대 닥터는 타디스 안에서 '나는 가기 싫어'라는 마지막 말을 남기며 11대 닥터 (맷 스미스)로 재생성한다.

#### 이후의 등장
2013년 닥터후 50주년 기념 에피소드 "The Day of the Doctor"에서 배우 데이비드 테넌트가 10대 닥터 역으로 오랜만에 출연하였다. 작중 10대 닥터는 다음 닥터인 11대 닥터 (맷 스미스)와 미래 동행자 클라라 오스왈드 (제나 콜먼), 과거 자신이 잊고 살았던 모습인 워 닥터 (존 허트)까지 만난다. 10대 닥터 시점에서 해당 에피소드의 사건은 2008년~2010년 스페셜의 "The Waters of Mars"와 "The End of Time"의 사이에 벌어졌던 일이라는 설정이다. 여기서 10대 닥터는 중세 잉글랜드로 건너가 자이곤을 색출하는 과정에서 엘리자베스 1세 (조애나 페이지)와 뜻하지 않게 결혼하게 된다. 이후 다른 닥터들과 함께 시간 전쟁의 마지막 순간 멸망을 앞둔 갈리프레이를 구원하게 되지만, 사건순서의 꼬임으로 무슨 일을 겪었는지는 전혀 기억하지 못하게 된다. 에피소드 결말부에서 타디스를 타고 떠날 때에는 마지막으로 했던 대사인 '난 가기 싫어'라는 대사를 다시 남긴다.
2022년 스페셜 최종화 "The Power of the Doctor"에서 13대 닥터가 14대 닥터로 재생성하는데 그 모습이 10대 닥터와 동일하다. 닥터 본인도 '익숙한 이빨인데'와 '뭐야, 뭐야, 뭐야?'라는 10대 닥터의 유명 대사를 다시금 반복하며 당황하는 모습을 보인다. 14대 닥터를 다시 맡게 된 10대 닥터 배우 데이비드 테넌트는 2023년 방영되는 60주년 스페셜에서 도나 노블 역의 캐서린 테이트와 다시 한번 호흡을 맞출 예정이다.